# Supercopa andorrana 2014
La Supercopa andorrana 2014 è stata la dodicesima edizione della Supercoppa d'Andorra di calcio.
La partita fu disputata dal UE Santa Coloma, vincitore del campionato, e dal UE Sant Julia, vincitore della coppa.
L'incontro si giocò il 14 settembre 2014 allo Estadi Comunal d'Aixovall e vinse il Sant Julià, al suo quinto titolo.

## Tabellino
| Sant Julià de Lòria 14 settembre 2014, ore 17:00 | FC Santa Coloma | 0 – 1 (d.t.s.) | Sant Julià | Estadi Comunal d'Aixovall |